# Urška Ferligoj
Urška Ferligoj, poznata i kao pastirica Urška, bila je slovenska pastirica i Marijina vidjelica.

## Djetinjstvo
Točan datum Urškinog rođenja nije poznat, jer je župni arhiv u Solkanu, gdje su ti podaci zabilježeni, izgorio 1600. godine, a dokumenti koje su franjevci čuvali na Svetoj Gori su izgubljeni. Prema usmenoj predaji, Urška je rođena u obitelji siromašnih težaka 1526. godine u Grgaru, u kući zvanoj Pri Piskovih. Počela je raditi kao pastirica još kao djevojčica. Često je pasla ovce na Skalnici, gdje je nekoć stajala crkva koju su Turci uništili 1496. godine.

## Ukazanje Marije
Jedne lipanjske subote nakon Duhova 1539. godine, dok je Urška čuvala ovce na Skalnici, ukazala joj se Djevica Marija s Djetetom Isusom u naručju. Majka Božja ju je na slovenskom jeziku uputila: "Reci ljudima da mi ovdje sagrade kuću i zamole me za milost."Urška je proširila ovu poruku po okolnim selima i Gorici, što je izazvalo veliku radost među ljudima. Ljudi su hrlili na mjesto ukazanja, gdje je izgrađena privremena kapela, i molili su se pred Marijinim kipom, koji su, prema opisu vidioca, izradila braća Francesco i Pietro Floreani iz Udina.

## Zatvor
Vlasti  su isprva zabranile njezine aktivnosti i tri puta je zatvorile, ali svaki put ju je Djevica Marija čudesno spasila iz zatvora. Prema usmenoj predaji, bila je zatočena u podzemnim tamnicama u podrumima dvorca Solkan – Palač Manor. Kad je, nakon trećeg bijega iz zatvora, pronađena duboko u molitvi na vrhu Svete Gore, vlasti su prepoznale Božje djelo i pristale da pastirica Urška proglašava "nebeske redove i ukazanja".  Dana 11. prosinca 1540. gorički namjesnik Hieronim Attems darovao je gradilište na Skalnici za buduću crkvu Marijinu. Ljudi iz vrlo udaljenih zemalja također su hodočastili na mjesto ukazanja i divili se opisima čudesnih događaja, zbog čega se Skalnica počela nazivati "Sveta Gora".

## Izgradnja i posveta crkve
Oduševljenje naroda za Svetu Goru bilo je toliko veliko da je u roku od tri godine (1541. – 1544.), unatoč teškim uvjetima, na vrhu planine izgrađeno veličanstveno svetište. Patrijarh Marko Grimani darovao je svetogorskom svetištu sliku Majke Božje Marije s Djetetom Isusom, prorokom Izaijom i Ivanom Krstiteljem, djelo slikara Jacopa Negrettija. Dvanaestog. U listopadu 1544. crkvu je posvetio patrijarhov generalni vikar, biskup Egidius Falcetta. Posveti je prisustvovala i Urška, koja je zbog posljedica zatočeništva jako oslabila.

## Smrt
Ubrzo nakon posvete crkve na Svetoj Gori, Urška je bila opsjednuta. Prema predaji, svake večeri magla se spuštala od crkve na Svetoj Gori do njezine kuće. Posjetila ju je Majka Božja. Iste godine Urška je umrla. U trenutku njezine smrti, dvojica franjevaca molila su se u crkvi na Svetoj Gori. Vidjeli su Uršku u bijeloj haljini kako hoda do oltara prema Majci Božjoj s Djetetom Isusom u naručju. Kad je stigla do oltara, Djevica Marija joj je stavila bijeli vijenac na glavu. Vjeruje se da je pastirica Urška pokopana u crkvi sv. Martina u Grgaru, gdje se danas nalazi njezina nadgrobna ploča s mozaikom scene ukazanja.

## Tri glavna povijesna izvora
Osim čvrste usmene predaje, tri glavna povijesna izvora o pastirici Ur su spisi trojice povjesničara. To su Franjo Glavinić (1648.), Martin Bavčer (1657.) i Gian Giacomo D'Ischia (1684.). Sve tri spominju vidjelicu imenom: "pobožna pastirica, Uršula, Grgarka" (Franjo Glavinić), "Uršula ženska" ( Martin Bavčer ), "Uršula Ferligojnica, siromašna pastirica" (Gian Giacomo D'Ischia). Martin Bavčer je svoje podatke crpio iz dokumenata o Svetoj Gori između 1630. i 1640. godine. Franjo Glavinić bio je franjevački gvardijan na Svetoj Gori (1639. – 1642.) tijekom proslave prve stote obljetnice ukazanja te je, kao istraživač i povjesničar, vjerojatno osobno čuo žive svjedoke događaja na Svetoj Gori kada je u godinama 1610. – 1613., 1616. – 1619. i 1619. – 1622. bio provincijal franjevačke redovničke provincije Bosne i Hrvatske, kojoj je pripadala i Sveta Gora.

## U književnosti
Pastirica Urška inspirirala je brojna umjetnička djela. Joža Lovrenčič opisao je njezinu priču 1938. u svom djelu Legenda o Mariji i pastirici Uršiki (Legenda o Mariji in pastirici Uršiki). Godine 1939., prilikom otvorenja kapelice Urški Ferligoj u Grgaru, prvi put je izvedena predstava o ukazanju na Svetoj Gori Dragotina Vodopivca Na Skalnici (Na Skalnici). Ukazanje je Ivo Česnik opisao u svojoj priči Svetogorska pesem (Svetogorska pesem) 1951. Primorska književnica Zora Piščanc objavila je 1979. godine priču Pastirica Urška (Pastirica Urška) koja pripovijeda o Urškinom djetinjstvu, ukazanju Mariji, njezinom boravku u zatvoru i izgradnji crkve Uznesenja Marijinog na Svetoj Gori. Priča se temelji na povijesnim izvorima i usmenoj predaji.  Spisateljica Berta Golob i ilustratorica Silva Karim objavile su 1994. bojanku pod naslovom Pastirica Urška (Pastirica Urška). Književnik Andraž Arko i ilustratorica Urša Skoberne objavili su 2006. slikovnicu Pastirica Urška i svetogorska kraljica (Pastirica Urška in Svetogorska Kraljica).

## Urškin put
Urškina staza je tematska kružna staza koja vodi od Grgara do Svete Gore. Počinje kod crkve sv. Martina u Grgaru. Ima osam stajališta. Od crkve vodi put do zapadnog dijela sela, do Urškine rodne kuće, gdje se sada nalazi kapela. Neposredno izvan sela, široki makadamski put vodi do Preškog Vrha, koji se nastavlja do bazilike sv. Nikole, koja se nalazi na 682 metra, leži na najvišoj točki puta i pruža prekrasan pogled od Julijskih Alpa do Jadranskog mora. U blizini bazilike nalazi se Marijanski muzej, gdje je jedna soba posvećena pastirici Urški. Staza se nastavlja iza bazilike i nakon nekoliko minuta stiže do kipa svetog Franje Asiškog. Pruža se prekrasan pogled na Grgar. Zatim se staza strmo spušta do Grgara. Završava kod navodnog Urškinog groba pored crkve u Grgaru.